# Liste der Staatsoberhäupter 1875
Übersicht
◄◄ | ◄ | 1871 | 1872 | 1873 | 1874 | Liste der Staatsoberhäupter 1875 | 1876 | 1877 | 1878 | 1879 | ► | ►►

Weitere Ereignisse

## Afrika
- Ägypten
  - Khedive: Ismail Pascha (1867–1879)

- Äthiopien
  - Kaiser: Yohannes IV. (1871–1889)

- Buganda
  - König: Mutesa I. (1856–1884)

- Bunyoro
  - König: Kabalega (1869–1898)

- Burundi
  - König: Mwezi IV. Gisabo (1852–1908)

- Dahomey
  - König: Glélé (1856–1889)

- Liberia
  - Präsident: Joseph Jenkins Roberts (1871–1876)

- Marokko
  - Sultan: Mulai al-Hassan I (1873–1894)

- Ruanda
  - König: Kigeri IV. (1853–1895)

- Kalifat von Sokoto
  - Kalif: Abu-Bakr Atiku II. (1873–1877)

- Südafrikanische Republik
  - Präsident: Thomas François Burgers (1871–1877)

- Zulu
  - König: Cetshwayo kaMpande (1872–1884)

## Amerika

### Nordamerika
- Kanada
  - Staatsoberhaupt: Königin Victoria (1867–1901)
  - Generalgouverneur: Earl Frederick Hamilton-Temple-Blackwood (1872–1878)
  - Regierungschef: Premierminister Alexander Mackenzie (1873–1878)

- Mexiko
  - Staats- und Regierungschef: Präsident Sebastián Lerdo de Tejada (1872–1876)

- Vereinigte Staaten von Amerika
  - Staats- und Regierungschef: Präsident Ulysses S. Grant (1869–1877)

### Mittelamerika
- Costa Rica
  - Staats- und Regierungschef: Präsident Tomás Guardia Gutiérrez (1870–1876, 1877–1882)

- Dominikanische Republik
  - Staats- und Regierungschef: Präsident Ignacio María González (1874–1876)

- El Salvador
  - Staats- und Regierungschef: ?

- Guatemala
  - Staats- und Regierungschef: Präsident Justo Rufino Barrios (1873–1885)

- Haiti
  - Staats- und Regierungschef: Präsident Michel Domingue (1874–1876)

- Honduras
  - Staats- und Regierungschef: Präsident Ponciano Leiva (1874–1876)

- Nicaragua
  - Staats- und Regierungschef:
    1. Präsident Vicente Cuadra (1871–1. März 1875)
    2. Präsident Pedro Joaquín Chamorro y Alfaro (1. März 1875–1879)

### Südamerika
- Argentinien
  - Staats- und Regierungschef: Präsident Nicolás Avellaneda (1874–1880)

- Bolivien
  - Staats- und Regierungschef: Präsident Tomás Frías Ametller (1874–1876)

- Brasilien
  - Herrscher: Kaiser Peter II. (1831–1889)

- Chile
  - Staats- und Regierungschef: Präsident Federico Errázuriz Zañartu (1871–1876)

- Ecuador
  - Staats- und Regierungschef:
    1. Präsident Gabriel García Moreno (1869–6. August 1875)
    2. (amtierend) Francisco León Franco (6. August 1875)
    3. (amtierend) José Javier Eguiguren (6. Oktober–?.?. 1875)
    4. Präsident Rafael Pólit (?.?.–9. Dezember 1875)
    5. Präsident Antonio Borrero (9. Dezember 1875–1876)

- Kolumbien
  - Staats- und Regierungschef: Präsident Santiago Pérez (1874–1876)

- Paraguay
  - Staats- und Regierungschef: Präsident Juan Bautista Gill (1874–1877)

- Peru (umstritten)
  - Staats- und Regierungschef: Präsident Manuel Pardo y Lavalle (1872–1876)

- Uruguay
  - Staats- und Regierungschef:
    1. Präsident José Eugenio Ellauri (1873–22. Januar 1875)
    2. (provisorisch) Pedro Varela (22. Januar 1875–1876)

- Venezuela
  - Staats- und Regierungschef: Präsident Antonio Guzmán Blanco (1870–1884, 1886–1888)

## Asien
- Abu Dhabi:
  - Emir: Zayed I. (1855–1909)

- Adschman:
  - Scheich: Raschid II. (1872–1891)

- Afghanistan
  - Emir: Shir Ali Khan (1867–1879)

- Bahrain:
  - Emir: Isa I. (1869–1932)

- China (Qing-Dynastie):
  - Kaiser: Guangxu (1875–1908)

- Britisch-Indien
  - Vizekönig: Thomas George Baring (1872–1876)

- Japan
  - Kaiser: Mutsuhito (1867–1912)

- Korea:
  - König: Gojong (1864–1897)

- Kuwait:
  - Emir: Abdullah II. (1866–1892)

- Oman:
  - Sultan: Turki ibn Said (1871–1888)

- Persien (Kadscharen-Dynastie)
  - Schah: Naser od-Din Schah (1848–1896)

- Thailand
  - König: Chulalongkorn, König von Thailand (1868–1910)

## Australien und Ozeanien
- Hawaii
  - König: David Kalākaua (1874–1891)

## Europa
- Andorra
  - Co-Fürsten:
    - Staatspräsident von Frankreich: Patrice de Mac-Mahon (1873–1879)
    - Bischof von Urgell: Josep Caixal i Estradé (1851–1879)

- Belgien
  - Staatsoberhaupt: König Leopold II. (1865–1909)
  - Regierungschef: Ministerpräsident Jules Malou (1874–1878, 1884)

- Dänemark
  - Staatsoberhaupt: König: Christian IX. (1863–1906)
  - Regierungschef:
    - Ministerpräsident Christen Andreas Fonnesbech (1874–11. Juni 1875)
    - Ministerpräsident Jacob Brønnum Scavenius Estrup (11. Juni 1875–1894)

- Deutsches Reich
  - Kaiser: Wilhelm I. (18. Januar 1871–1888)
    - Reichskanzler: Otto von Bismarck (1871–1890)

  - Anhalt
    - Herzog: Friedrich I. (1871–1904)
      - Staatsminister: Alfred von Larisch (1868–1875)
      - Staatsminister: Anton von Krosigk (1875–1892)

  - Baden
    - Großherzog: Friedrich I. (1856–1907)
      - Staatsminister: Julius Jolly (1868–1876)

  - Bayern:
    - König: Ludwig II. (1864–1886)
      - Vorsitzender im Ministerrat: Adolph von Pfretzschner (1872–1880)

  - Braunschweig
    - Herzog: Wilhelm (1831–1884)

  - Bremen
    - Bürgermeister: Otto Gildemeister (1871–1875) (1882) (1884) (1886)

  - Reichsland Elsaß-Lothringen (bis 1879 direkt durch das Reich verwaltet)
    - Oberpräsident: Eduard von Möller (1871–1879)

  - Hamburg
    - Erster Bürgermeister: Gustav Heinrich Kirchenpauer (1871–1872) (1875) (1878) (1881) (1884) (1887)

  - Hessen-Darmstadt
    - Großherzog: Ludwig III. (1848–1877)
      - Präsident des Gesamtministeriums: Karl von Hofmann (1872–1876)

  - Lippe
    - Fürst: Leopold III. (1851–1875)
    - Fürst: Woldemar (1875–1895)

  - Lübeck
    - Bürgermeister: Heinrich Theodor Behn (1871–1872, 1875–1876, 1879–1880, 1883–1884, 1887–1888, 1891–1892, 1895–1896)

  - Mecklenburg-Schwerin
    - Großherzog: Friedrich Franz II. (1842–1883)
      - Präsident des Staatsministeriums: Henning von Bassewitz (1869–1885)

  - Mecklenburg-Strelitz
    - Großherzog: Friedrich Wilhelm (1860–1904)

  - Oldenburg
    - Großherzog: Nikolaus Friedrich Peter (1853–1900)
      - Staatsminister: Karl Heinrich Ernst von Berg (1874–1876)

  - Preußen:
    - König: Wilhelm I. (1861–1888)
      - Ministerpräsident: Otto von Bismarck (1862–1873) (1873–1890)

  - Reuß ältere Linie
    - Fürst: Heinrich XXII. (1859–1902)

  - Reuß jüngere Linie
    - Fürst: Heinrich XIV. (1867–1913)

  - Sachsen:
    - König: Albert (1873–1902)
      - Vorsitzender des Gesamtministeriums: Richard Freiherr von Friesen (1871–1876)

  - Sachsen-Altenburg
    - Herzog: Ernst I. (1853–1908)

  - Sachsen-Coburg und Gotha
    - Herzog: Ernst II. (1844–1893)
      - Staatsminister: Camillo von Seebach (1849–1888)

  - Herzogtum Sachsen-Meiningen
    - Herzog: Georg II. (1866–1914)

  - Sachsen-Weimar-Eisenach
    - Großherzog: Carl Alexander (1853–1901)

  - Schaumburg-Lippe
    - Fürst: Adolf I. Georg (1860–1893)

  - Schwarzburg-Rudolstadt
    - Fürst: Georg Albert (1869–1890)

  - Schwarzburg-Sondershausen
    - Fürst: Günther Friedrich Karl II. (1835–1880)

  - Waldeck und Pyrmont (seit 1968 durch Preußen verwaltet)
    - Fürst: Georg Viktor (1845–1893)
    - Preußischer Landesdirektor: Hugo von Sommerfeld (1872–1881)

  - Württemberg
    - König: Karl (1864–1891)
      - Vorsitzender des Geheimen Rats: Hermann von Mittnacht (1864–1870) (ab 1976 Ministerpräsident)

- Frankreich
  - Präsidenten: Patrice de Mac-Mahon (1873–1879)

- Griechenland
  - König: Georg I. (1863–1913)

- Italien
  - König: Viktor Emanuel II. (1861–1878)

- Monaco
  - Fürst Charles III. (1856–1889)

- Montenegro (bis 1878 unter osmanischer Suzeränität)
  - Fürst: Nikola I. Petrović Njegoš (1860–1918) (ab 1910 König)

- Neutral-Moresnet
  - König: Leopold II. (1865–1909)
  - König: Wilhelm I. (1861–1888)
  - Bürgermeister: Joseph Kohl (1859–1882)

- Niederlande
  - König: Wilhelm III. (1849–1890)

- Norwegen
  - König: Oskar II. (1872–1905) (identisch mit Oskar II. von Schweden; Norwegisch-Schwedische Personalunion)

- Osmanisches Reich:
  - Sultan: Abdülaziz (1861–1876)

- Österreich-Ungarn
  - Kaiser und König: Franz Joseph I. (1848–1916)

- Portugal
  - König: Ludwig I. (1861–1889)

- Rumänien (bis 1878 unter osmanischer Suzeränität)
  - Staatsoberhaupt: Fürst Karl I. (1866–1914) (ab 1881 König)
  - Regierungschef: Ministerpräsident Lascăr Catargiu (1866, 1871–1876, 1889, 1891–1895)

- Russland
  - Kaiser: Alexander II. (1855–1881)

- Schweden
  - König: Oskar II. (1872–1907) (1872–1905 König von Norwegen)

- Serbien (bis 1878 unter osmanischer Suzeränität)
  - Fürst: Milan Obrenović IV. (1868–1889) (ab 1882 König)

- Spanien
  - König: Alfons XII. (1874–1885)

- Ungarn
  - König: Franz Joseph I. (1848–1916) (1848–1916 König von Böhmen, 1848–1916 Kaiser von Österreich)

- Vereinigtes Königreich
  - Staatsoberhaupt: Königin Victoria (1837–1901) (1877–1901 Kaiserin von Indien)
  - Regierungschef: Premierminister Benjamin Disraeli (1868, 1874–1880)